# Bogovinje
Bogovinje (makedonska: Боговиње) är en ort i Nordmakedonien.   Den är huvudort i kommunen med samma namn, i den västra delen av landet, 40 kilometer väster om huvudstaden Skopje. Bogovinje ligger 539 meter över havet och antalet invånare är 15 166.